# Cyrus Locher

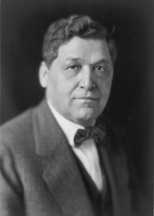
Cyrus Locher

Cyrus Locher (* 8. März 1878 im Putnam County, Ohio; † 17. August 1929 in Cleveland, Ohio) war ein US-amerikanischer Politiker (Demokratische Partei), der den Bundesstaat Ohio im US-Senat vertrat.
Nach Abschluss seiner Schulausbildung studierte Cyrus Locher zunächst an der Ohio Wesleyan University in Delaware, wo er 1903 graduierte. Danach arbeitete er als Lehrer sowie als Schulrat in Woodsfield, bevor er ein Studium der Rechtswissenschaften an der University of Michigan begann und im Jahr 1906 seinen juristischen Abschluss an der Law School der Western Reserve University in Cleveland machte. Im selben Jahr wurde er in die Anwaltskammer aufgenommen; ab 1907 war er als Jurist in Cleveland tätig. Von 1908 bis 1910 fungierte er als stellvertretender Prozessanwalt der Stadt.
Locher war zwischen 1911 und 1912 Mitglied des Lehrstabes an der Western Reserve University; danach übte er bis 1916 das Amt des Staatsanwaltes im Cuyahoga County aus und gehörte von 1923 bis 1928 als Director of Commerce der Staatsregierung von Ohio an. Nach dem Tod von US-Senator Frank B. Willis am 30. März 1928 wurde er zu dessen Nachfolger ernannt; er nahm seinen Sitz in Washington am 5. April ein. Locher bewarb sich allerdings vergeblich um die demokratische Nominierung für die Nachwahl zu diesem Mandat, sodass er den Senat bereits am 14. Dezember 1928 verlassen musste. Danach war er wieder als Jurist in Cleveland tätig.